# ريتشارد باسبي
الدكتور ريتشارد باسبي (22 سبتمبر 1606– 5 أبريل 1695) هو كاهن أنجليكاني إنجليزي عمل كمدير لمدرسة وستمنستر لأكثر من 55 عامًا.
ولد باسبي في لوتون، لينكونشير, وتعلم في وستمنستر بمنحة ملكية، ومنها التحق بكنيسة المسيح في أكسفورد، وتخرج منها عام 1628. وفي سن الثالثة والثلاثين، اشتهر بحماسه لإسقاط حكم سلالة ستيوارت، وكوفئ بعد ذلك بإعطائه وقف كنسي تابع لكنيسة نول في سومرست. وفي عام 1638، أصبح مديرًا لمدرسة وستمنستر. صلى الدكتور باسبي علنًا من أجل تشارلز الأول ملك إنجلترا في صباح يوم إعدامه، لكنه بقي في منصبه طوال فترتي الكومنولث السياسية والإصلاح. وتفاخر ذات مرة أنه جلد ستة عشر أسقفًا بنفسه. كان من بين تلاميذه اللامعين كريستوفر رن وروبرت هوك وروبرت ساوث وجون درايدن وجون لوك وماثيو بريور والسير توماس ميلينجتون وفرانسيس أتربيري. وقد أسس باسبي مكتبة لا تزال موجودة بالمدرسة، وله العديد من الأعمال أهمها عن قواعد اليونانية واللاتينية.
توفي باسبي وعمره 89 عامًا وهو لا يزال في منصبه، ودفن في دير وستمنستر، تاركًا ثروته الكبيرة لأوجه البر المختلفة، ولا تزال هناك هيئة تدير تلك الممتلكات.

## وصلات خارجية
- ريتشارد باسبي على موقع الموسوعة البريطانية (الإنجليزية)